# Orania (Sudáfrica)
Orania es una ciudad afrikáner de Sudáfrica, situada a orillas del río Orange, en la región de Karoo, en la provincia Cabo del Norte. La ciudad está dividida en dos mitades por la carretera R369 y se encuentra a medio camino entre Ciudad del Cabo y Pretoria. Es una comunidad utópica que intenta llevar a cabo el ideal separatista de algunos afrikáneres de crear una región autónoma soberana o Volkstaat.
Los críticos acusan a las autoridades de la ciudad de rechazar el concepto de la Nación del Arco Iris, intentando recrear la Sudáfrica pre-democrática dentro de un territorio. Los residentes sostienen que su motivación es el deseo de preservar su herencia lingüística y cultural y protegerse de los altos niveles de criminalidad, y que están buscando el derecho a la autodeterminación según lo dispuesto en la Constitución de Sudáfrica. Las relaciones de la ciudad con el gobierno sudafricano no son conflictivas y, aunque se oponen a las aspiraciones de la comunidad, las han reconocido como legítimas.
La pequeña comunidad tiene una estación de radio y su propia moneda, el ora. El diario Diamond Fields informó que en julio de 2017 tenía una población de 1 500 personas, y 2 377 en 2021. A fecha de 2013, más de 100 empresas se encontraban en Orania. Debido a su inusual naturaleza, la ciudad es visitada a menudo por periodistas y documentalistas.

## Historia
En diciembre de 1990, un grupo de aproximadamente 40 familias afrikáneres lideradas por Carel Boshoff, yerno del primer ministro Hendrik Verwoerd (uno de los impulsores del apartheid), compró el terreno en donde se encuentra hoy en día Orania. En sus inicios fue un campamento de Vanderkloof Dam en el río Gariep. El precio del terreno fue de, aproximadamente, unos 200 000 dólares estadounidenses.
Esto sucedió tan solo a unos meses del desmantelamiento del apartheid y la liberación de Nelson Mandela por parte de las autoridades sudafricanas. El pueblo, oficialmente, es propiedad privada de la compañía Vluytjeskraal Aandeleblok. La granja en la cual fue fundada Orania se llama Vluytjekraal. A orillas del río Orange crece una fina caña que es llamada "fluitjiesriet", o, en antigua pronunciación holandesa, "Vluytjesriet". Un "kraal" es una palabra del afrikáans proveniente del portugués, que es la misma que en castellano corral. Ya que la madera para las cañas de pescar era escasa, estas cañas vegetales fueron tradicionalmente utilizadas para construir cercas y corrales, hasta que pudieran erigirse construcciones de piedra. El término "aandeleblok" se refiere a la estructura de la compañía que permite a la gente comprar derechos o gestiones y, de este modo, obtener de manera legal el derecho para trabajar una parte de terreno dentro de la propiedad de la compañía.
En una junta de conciliación, el entonces presidente Nelson Mandela visitó el pueblo en 1995 para asistir una reunión con Betsie Verwoerd, viuda de Hendrik Verwoerd.
En el año 2009, una delegación del Congreso Nacional Africano (ANC) visitó el pueblo. Julius Malema, uno de los líderes del ANC, admiró la cooperación entre residentes declarando que «trabajan en cooperación en lugar de trabajar el uno en contra del otro».

### Objetivos
Según sus fundadores, el propósito de Orania es crear un pueblo en donde la preservación de la cultura afrikáner y su idioma, el afrikáans, sea estrictamente observada y protegida, así como la defensa del derecho a la autodeterminación de los afrikáneres (selfwerksaamheid) como una práctica real, no sólo como una idea. Todos los trabajos, desde los administrativos a los de la clase obrera, son ejercidos solamente por afrikáneres. Esto, argumentan, sucede en respuesta a la reciente deculturización por parte del gobierno del Congreso Nacional Africano, liderado por la mayoría negra, con respecto a algunos grupos étnicos de Sudáfrica, principalmente los afrikáneres. «No queremos ser gobernados por personas que no sean afrikáneres», declaró Potgieter, el anterior propietario del establecimiento. «Nuestro pueblo está siendo reprimido y nuestros hijos sufren lavados de cerebro y en algunos casos incluso son obligados a hablar en inglés».

### Bandera de Orania
La bandera de Orania representa a un niño, con los colores azul y naranja de fondo, recordando a la bandera sudafricana vigente durante el apartheid, inspirada ésta a su vez en la Prinsenvlag neerlandesa.

### Antecedentes
La idea de un asentamiento estrictamente afrikáner en el territorio que hoy comprende Sudáfrica no es algo nuevo. En los últimos años de la década de 1980, un grupo afrikáner de extrema derecha, liderado por el hijo de Hendrik Verwoerd, formaron un grupo llamado los Oranjewerkers (Trabajadores de Orania). También tenían planeada la creación de una comunidad basada en la "autodeterminación afrikáner", y realizaron un intento de crear una república bóer en la remota región oriental del Transvaal.

## Orania en la actualidad
En la actualidad, en Orania viven aproximadamente 550 familias afrikáneres (unos 1 700 habitantes). Muchos de los residentes ricos, incluidos los fundadores del pueblo, viven en el barrio de Grootdorp.
En las recientes elecciones sudafricanas de 2009, la comunidad votó decisivamente por el partido Frente de la Libertad Plus, con porcentajes de voto entre el 76.89 % y el 84.95 %.

### Progreso del movimiento por la soberanía afrikáner
El 4 de julio de 2007, el gobierno de la Provincia Septentrional del Cabo y el Ayuntamiento de Orania llegaron a un acuerdo con respecto a la discusión del traspaso de todos los poderes de la administración estatal a la administración local.